# 尾張兼時
尾張 兼時（おわり の かねとき）は、平安時代中期の官人・楽人。官職は左近衛将監。

## 経歴
寛和元年（985年）2月に後堀河院で催された御遊（管弦の催し）に参加し、騎乗した。永延2年（988年）11月に左近将曹で藤原兼家から衣を賜った。永祚元年（989年）4月にくらべうまに参加し、正暦4年（993年）4月の賀茂祭では藤原朝光、藤原伊周、藤原道長らから衣を、長徳4年（998年）12月には左近将監で道長から馬を賜った。
兼時は藤原教通や藤原能信らを弟子とするほど舞に秀で、寛弘元年（1004年）5月に花山天皇が道長邸を訪れた際は舞を披露している。しかし寛弘7年（1010年）頃になると老いによる体力の衰えから、かつてのように舞えなくなったという。
兼時は『小右記』『今昔物語集』『紫式部日記』などに度々登場する御神楽の舞の達人である一方、多（または物部）武文と並んで、村上朝から一条朝まで活躍する、くらべうまの強豪騎手でもあった。

## 逸話
『今昔物語集』の巻28第1話『近衛舎人共稲荷詣重方値女語』において、兼時は下野公助・茨田重方・秦武員・茨田為国・軽部公友らと近衛府の舎人として名前だけで登場する。初午の稲荷詣での際に茨田重方がナンパしようとした女性は実は方の妻で、重方は赤恥をかいたという逸話である。
『今昔物語集』の巻28第5話『越前守為盛付六衛府官人語』では、越前国司の藤原為盛が租税を朝廷へ送らなかったことから、これを責めるために兼時が派遣されるが、為盛は酒の中に下剤として作用するあさがおの種を仕込み、兼時ら取り立て人を追い払ったという逸話である。
その昔、越前国司の藤原為盛という人が朝廷への税を出し渋っておりました。役人たちは為盛の邸宅の外に簡易の日除けを作り、椅子に座って威嚇しました。これは六月（旧暦）（新暦の6月下旬から8月）の事でしたから、喉を乾かして役人たちは待っていました。その時、門から老人が出てきて、「女子供が怯えておりまして、為盛に会うのは今しばらく。喉も乾いたでしょうから、中へどうぞ」と言いました。役人たち、特に数々の武勇伝を持つ尾張兼時や下毛野敦行らは喜んで中に飛び込みました。既に宴会場が準備されていて、机の上には塩辛い食べ物とスモモが並んでいました。空腹の役人たちはこれに飛びつくようにして食べましたが、兼時らが「酒はまだか？」と尋ねても酒は出てきません。老人は「為盛は風邪でして…」と言葉を濁すばかり。しばらくして、やっと酒が振る舞われました。役人たちは大いにこれを飲み、兼時や敦行は3、4杯も飲みました。すると、簾の向こう側に為盛が来て、「我が国は米の収穫がほぼありません。だから何も差し出せませんよ」と号泣しました。これに兼時が反論していると、役人全員のお腹が鳴り始め、簾の向こうで為盛がほくそ笑んだ気がしました。兼時が「失敬！」と叫んで席を外したかと思うと、着物を茶色に染めて大便を漏らしました。他の役人たちも同じ道を辿り、お互いを笑い合いながら退散していきました。

## 系譜
- 父：尾張安居[4]
- 母：不詳
- 兄弟：尾張兼国[5]
- 生母不明の子女
  - 男子：不詳 - 子に尾張安行[6]
  - 女子：藤原輔尹母[7]
  - 女子：下毛野公友室 - 下毛野公時母